# 聖地亞哥·加西亞 (烏拉圭足球員)
聖地亞哥·加西亞（西班牙語：Santiago Damián García Correa），1990年9月14日—2021年2月4日），是一名烏拉圭職業足球運動員。司職前鋒，生前效力於阿根廷足球甲級聯賽葛度爾古斯。

## 外部連結
- worldfootball.net：聖地亞哥·加西亞之統計數據 （英文）